# Сајкс-Пикотов споразум
Сајкс-Пикотов споразум од 16. маја 1916. представљао је тајни споразум Велике Британије и Француске о подели интересних сфера на Блиском истоку након Првога светског рата. У тренутку склапања споразума те територије су биле део Отоманскога царства. Тим споразумом су прекршена обећања дата Арапима.

## Подела
О споразуму су договорили и уобличили га француски дипломата Франсоа Жорж-Пико и Британац Марк Сајк.
По споразуму Велика Британија добија:
- Јордан
- Ирак без северног дела
- мали део око Хаифе

Француска добија:
- југоисточну Турску
- северни Ирак
- Сирију
- Либан

За Палестину је одређено да добије међународну администрацију, док се не консултује Русија и друге силе. 
Касније ће моћи да одреде границе свака унутар свога интересног подручја.

## Проблеми споразума
Тај споразум је био у супротности са договором Макмахона и шерифа Меке Хусеина ибн Алија из 1915. и 1916. године. Док су Арапи били битни Великој Британији тада су Арапима много обећали. Касније им је била потребна помоћ Јевреја у САД, да би се наговориле САД да уђу у рат. Због тога је са Јеврејима склопљена Балфорова декларација 1917. године.
Касније је Сајкс-Пикотов споразум проширен и укључио је Италију и Русију. 
Русија је требало да добије:
- Јерменију
- делове Курдистана.

Италија је требало да добије:
- нека Егејска острва
- сферу утицаја око Измира (Смирне) у југоисточној Анадолији

Касније је италијанско присуство у Анадолији и подела арапских земаља озваничена 1920. мировним споразумом из Севра. После Октобарске револуције, Русија је изашла из споразума, а Лењин је објавио тајни Сајкс-Пикотов споразум, као и друге споразуме, чиме је изазвао велику узнемиреност међу савезницима и неповерење Арапа у савезнике.

## Прекршена обећања дата Арапима
Винстон Черчил је покушао да реши проблем на конференцији у Санрему 1922, па је изрекао британски став да је Палестина део подручја, која су изузета од Сирије, а лежи западно од дистрикта Дамаск. Тај споразум је представљао прекретницу западно-арапских односа, зато што је негирано Арапима оно што им је обећано посредством Лоренса од Арабије, да ће добити своје територије у Сирији у замену за рат на страни Велике Британије.
Кључни делови споразума су потврђени на конференцији у Санрему 19—26. априла 1920, а ратификовани су мандатом Лиге народа 24. јула 1922. године.